# Мори (округ, Теннесси)
Округ Мори (англ. Maury County) располагается в штате Теннесси, США. Официально образован в 1807 году. По состоянию на 2010 год, численность населения составляла 80 956 человек.

## География
По данным Бюро переписи США, общая площадь округа равняется 1595,442 км², из которых 1587,672 км² суша и 7,77 км² или 0,43 % это водоёмы.

## Население
По данным переписи населения 2000 года в округе проживает 69 498 жителей в составе 26 444 домашних хозяйств и 19 277 семей. Плотность населения составляет 44,00 человек на км2. На территории округа насчитывается 28 674 жилых строений, при плотности застройки около 18,00-ти строений на км2. Расовый состав населения: белые — 82,39 %, афроамериканцы — 14,25 %, коренные американцы (индейцы) — 0,31 %, азиаты — 0,33 %, гавайцы — 0,02 %, представители других рас — 1,44 %, представители двух или более рас — 1,25 %. Испаноязычные составляли 3,26 % населения независимо от расы.
В составе 34,80 % из общего числа домашних хозяйств проживают дети в возрасте до 18 лет, 55,90 % домашних хозяйств представляют собой супружеские пары, проживающие вместе, 12,90 % домашних хозяйств представляют собой одиноких женщин без супруга, 27,10 % домашних хозяйств не имеют отношения к семьям, 23,20 % домашних хозяйств состоят из одного человека, 8,80 % домашних хозяйств состоят из престарелых (65 лет и старше), проживающих в одиночестве. Средний размер домашнего хозяйства составляет 2,58 человека, и средний размер семьи — 3,03 человека.
Возрастной состав округа: 26,20 % — моложе 18 лет, 8,70 % — от 18 до 24, 29,80 % — от 25 до 44, 23,20 % — от 45 до 64, и 23,20 % — от 65 и старше. Средний возраст жителя округа — 36 лет. На каждые 100 женщин приходится 94,60 мужчин. На каждые 100 женщин старше 18 лет приходится 90,30 мужчин.
Средний доход на домохозяйство в округе составлял 41 591 USD, на семью — 48 010 USD. Среднестатистический заработок мужчины был 37 675 USD против 23 334 USD для женщины. Доход на душу населения составлял 19 365 USD. Около 8,30 % семей и 10,90 % общего населения находились ниже черты бедности, в том числе — 14,50 % молодежи (тех, кому ещё не исполнилось 18 лет) и 12,10 % тех, кому было уже больше 65 лет.